# Bahnhof Berlin-Spandau

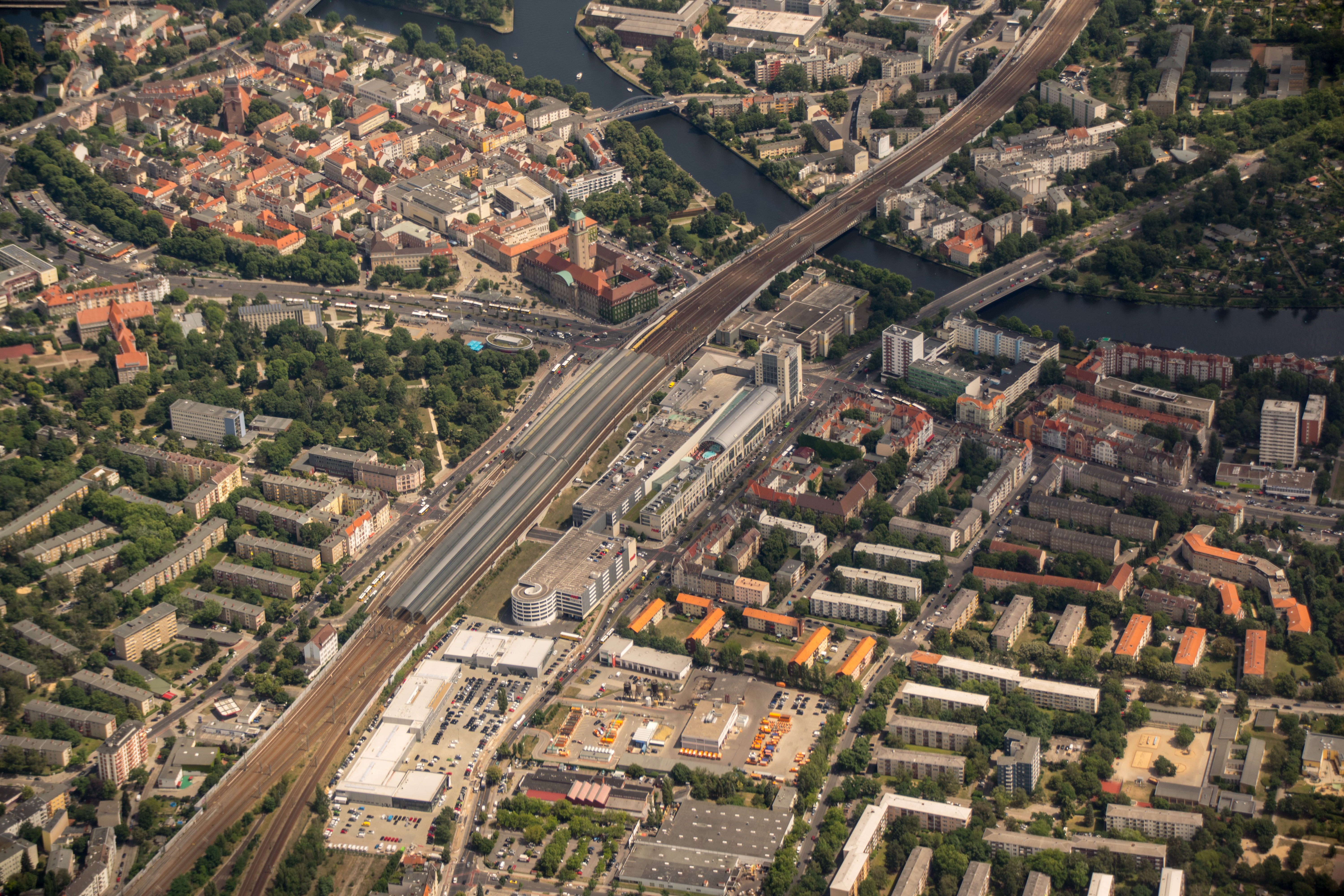
Luftbild Bahnhof Spandau

Der Bahnhof Berlin-Spandau ist ein Bahnhof der Deutschen Bahn im Berliner Ortsteil Spandau am südwestlichen Rand der Spandauer Altstadt. Der Trennungsbahnhof gehört zu den über 80 Bahnhöfen der zweithöchsten Preisklasse 2 der DB Station&Service und besitzt die längste Bahnsteighalle (440 Meter) in Deutschland.
Die von etwa 45.000 Reisenden pro Tag genutzte Station mit sechs Bahnsteiggleisen ist Umsteigepunkt zwischen Personenfern- (ICE, IC/EC) und Nahverkehr (S- und Regionalbahn sowie Regional-Express). Er bietet Anschluss zum innerstädtischen Verkehr mit Bussen und – über den U-Bahnhof Rathaus Spandau der BVG – zur Linie U7.
Der aus Westen bzw. Nordwesten kommende Zugverkehr (Schnellfahrstrecke Hannover–Berlin/Lehrter Bahn und Hamburger Bahn) wird über die östlich des Bahnhofs gelegene Havelbrücke und die Ringbahn bzw. – anfangs parallel zur Spandauer Vorortbahn – den Hamburger Stadtbahnanschluss und die Berliner Stadtbahn in Richtung Berliner Hauptbahnhof geführt.
Bis zur geplanten Weiterführung in den Landkreis Havelland ist der Bahnhof Spandau vorläufiger Endpunkt der S-Bahn. Abgesehen davon, dass die meisten Busse vor keinem der Bahnhofseingänge, sondern am Altstädter Ring halten, sind die Bushaltestellen Bahnhof Spandau und Rathaus Spandau vor dem Bahnhofseingang mit 15 Omnibuslinien tagsüber und drei Nachtbuslinien neben dem Hardenbergplatz der stärkste Busknoten in Berlin.

## Beschreibung
Der Bahnhof weist sechs Bahnsteiggleise auf, vier für den Regional- und Fernverkehr sowie zwei für die S-Bahn. Außerhalb der vierschiffigen Halle, mit 440 m eine der längsten ihrer Art in Deutschland, befindet sich ein Gütergleis. Er wird im Betriebsstellenverzeichnis der Deutschen Bahn unter der Kurzbezeichnung BSPD geführt, der S-Bahn-Teil unter BSPA.
Zwischen 1996 und 1998 entstand der Bahnhof unter laufendem Bahnbetrieb nach Plänen des bei Verkehrsbauten bekannten Architekturbüros Gerkan, Marg und Partner (gmp). Sein Entwurf knüpft mit den markanten Tonnendächern aus Glas, die mit einer Länge von 432 Metern die Bahnsteige vollständig überdachen, an die klassische Eisenbahnarchitektur an. Ein einfacher Bahnsteigtunnel, parallel zum ebenfalls neuen Straßendurchbruch Am Bahnhof Spandau, schafft neben der Empfangshalle unter den Gleisen an der Klosterstraße den Zugang zu den Bahnsteigen. Die Empfangshalle ist 16 m breit.

## Geschichte

### Lehrter Bahnhof
Bereits ab 1871 gab es an dieser Stelle einen Bahnhof der neueröffneten Berlin-Lehrter Eisenbahn, der zur Unterscheidung vom Bahnhof der Hamburger Bahn in Spandau als Lehrter Bahnhof bezeichnet wurde. Am 1. Oktober 1890 wurde dieser Bahnhof für den Personenverkehr wieder geschlossen. Die Vorort- und Fernzüge hielten in Spandau nur noch auf dem Hamburger Bahnhof, der deshalb Spandau Personenbahnhof hieß. Der Lehrter Bahnhof übernahm den Güterverkehr der Stadt Spandau und verblieb als Spandau Güterbahnhof, das Einkaufszentrum Spandau Arcaden befindet sich auf diesem Gelände. Der Fachwerkbau des ehemaligen Empfangsgebäudes des Lehrter Bahnhofs war 1890 abgebaut und 1891 im Ortsteil Hakenfelde als Restaurant Stadtpark wieder aufgebaut worden, 1966 erfolgte der endgültige Abriss.

### Bahnhof Spandau West

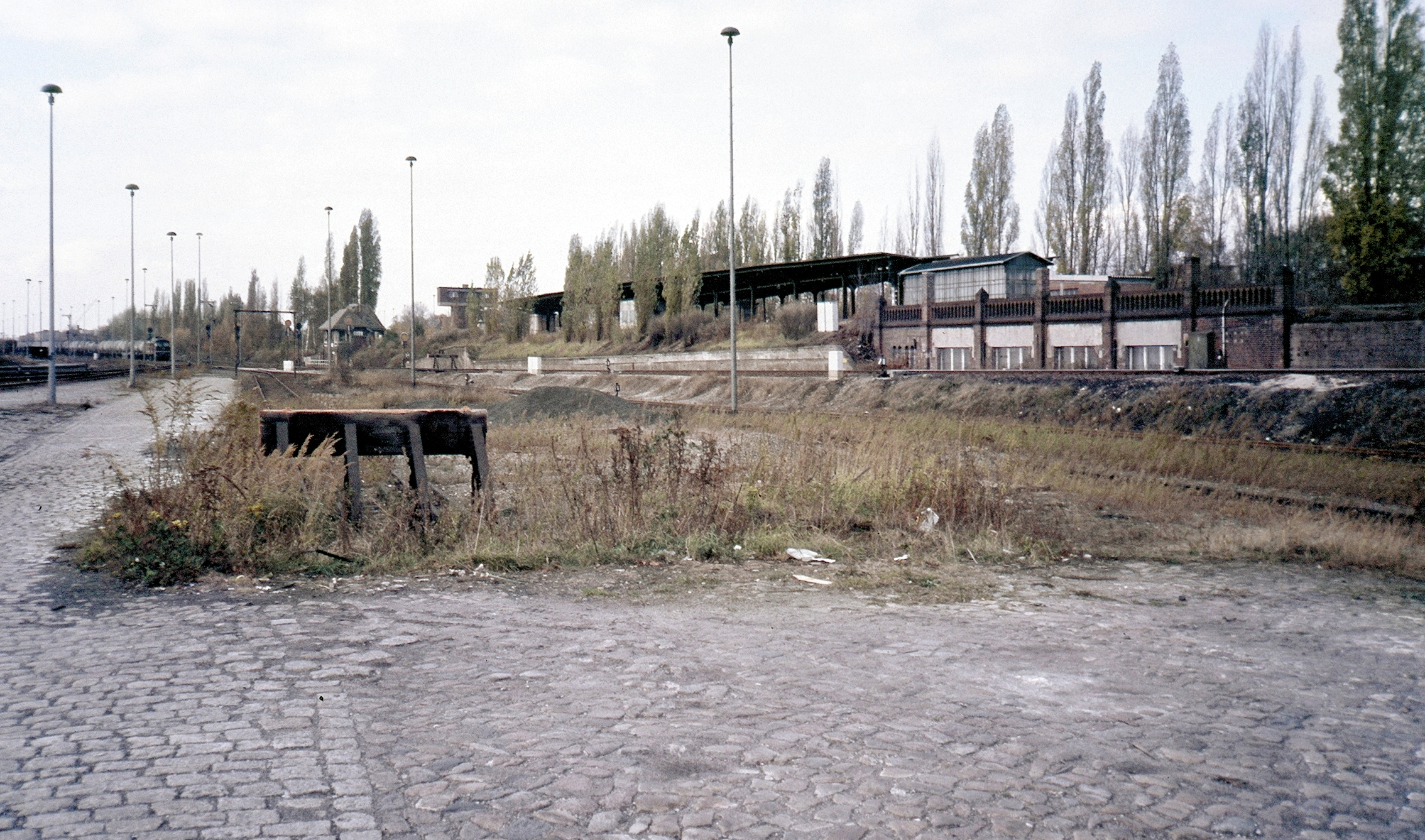
Güterbahnhof Spandau und
S-Bahnhof Spandau West, 1986

Dieser Bahnhof wurde am 15. Juli 1910 zunächst als Spandau Vorortbahnhof neben dem Güterbahnhof eröffnet. Noch im gleichen Jahr erfolgte seine Umbenennung in Spandau West, als etwa zeitgleich der Personenbahnhof Spandau (Hamburger Bahnhof) den Namen Spandau Hauptbahnhof erhielt.
Der neue Vorortbahnhof lag günstiger als der Hauptbahnhof, da näher an der Altstadt Spandau gelegen und dem damals im Bau befindlichen neuen Rathaus. Die Bahnsteige in Dammlage erhielten an ihren Enden unterhalb der Gleise die Empfangshallen, einmal gegenüber der Galenstraße, ferner in Höhe der Einmündung der Staakener Straße in die Seegefelder Straße, wo auch ein Übergangstunnel zum Kleinbahnhof der Osthavelländischen Eisenbahn bestand.
Als dreigleisige Anlage mit zwei Bahnsteigen, in der das mittlere Gleis zu beiden Seiten an den Mittelbahnsteigen lag, nahm der Bahnhof die hier endende Spandauer Vorortbahn aus Richtung der Stadtbahn auf. Die Personengleise der Hamburg-Lehrter Bahn aus Richtung Lehrter Stadtbahnhof führten den Fernverkehr an der Nord- und Südseite an den Bahnsteigen vorbei.
Über Weichenverbindungen von und zu den Personenzuggleisen benutzten auch die Vorortzüge vom Lehrter Bahnhof sowie weiter nach Nauen oder Wustermark die Spandauer Vorortgleise. Westlich vom Bahnhof schloss sich die Trennung der Personengleise für den gemeinsamen Vorort- und Fernverkehr in Hamburger und Lehrter Bahn an. Die Vorortgleise selbst endeten in einer viergleisigen Abstellanlage für in Spandau kehrende Züge.
Durch die Pendler zwischen Berlin, Spandau und den osthavelländischen Orten bestand am Bahnhof Spandau ein geschäftiger Verkehr im Vergleich zum jetzigen Regionalverkehr. Als die Spandauer Vorortbahn bei der Elektrifizierung der Berliner Stadt-, Ring- und Vorortbahnen (ab 1930 kurz als „S-Bahn“ bezeichnet) Stromschienen erhielt, blieb der gemeinsame Betrieb mit den Dampfvorortzügen vom Lehrter Bahnhof bestehen. In den 1930er Jahren erreichten die Dampfvorortzüge vom Lehrter Bahnhof den Bahnhof Spandau West, wie die hier endenden elektrischen Bahnen von der Stadtbahn, im 10-Minuten-Takt und fuhren dann abwechselnd nach Nauen und Wustermark im 20-Minuten-Takt weiter.
Zeitzeugen berichten begeistert von dem regen Umsteigeverkehr zwischen S-Bahn und den Vorortbahnen, weil er damals schnell und bequem am gleichen Bahnsteig möglich war. Im heutigen Bahnhof Berlin-Spandau ist der umständliche Bahnsteigwechsel zwischen S-Bahn und Regionalverkehr ein Hindernis, was neben dem wieder steigenden Pendlerverkehr und der unzureichenden Stadtranderschließung abermals auf Verlängerung der S-Bahn über Spandau hinaus drängen lässt.

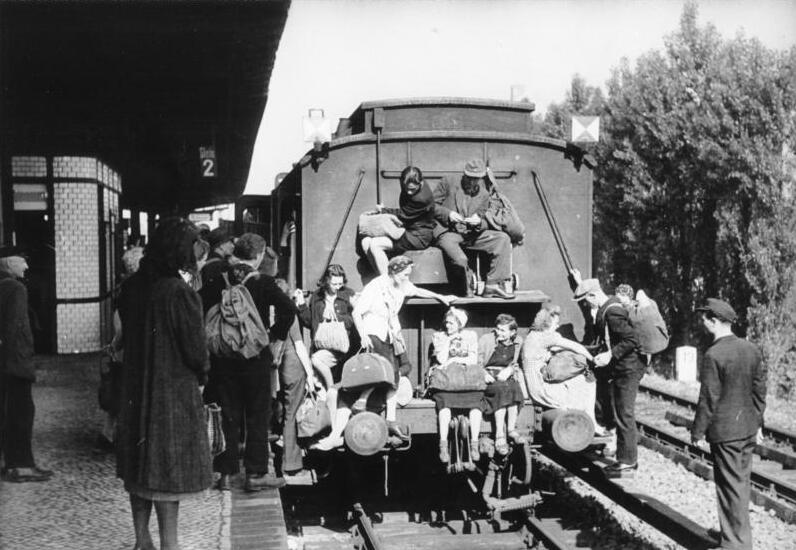
Bahnhof Spandau West, 1947:
In vollbesetzten Zügen versuchen Reisende auf Puffern und Trittbrettern, meist zum „Hamstern“, aufs Land zu fahren

Erstmals am 23. August 1928 hieß es für die S-Bahn nach Spandau: „Spandau West, zurückbleiben!“. Wenn auch über den Lehrter Stadtbahnhof führend, nutzten die Elektrischen nicht denselben Weg wie die Fernzüge, sondern fuhren über die Stadtbahn und Spandauer Vorortbahn gen Westen. Spandau West sollte eigentlich nur einige Jahre Endstation bleiben, eine Erweiterung nach Wustermark oder Falkensee und Nauen war stets geplant.

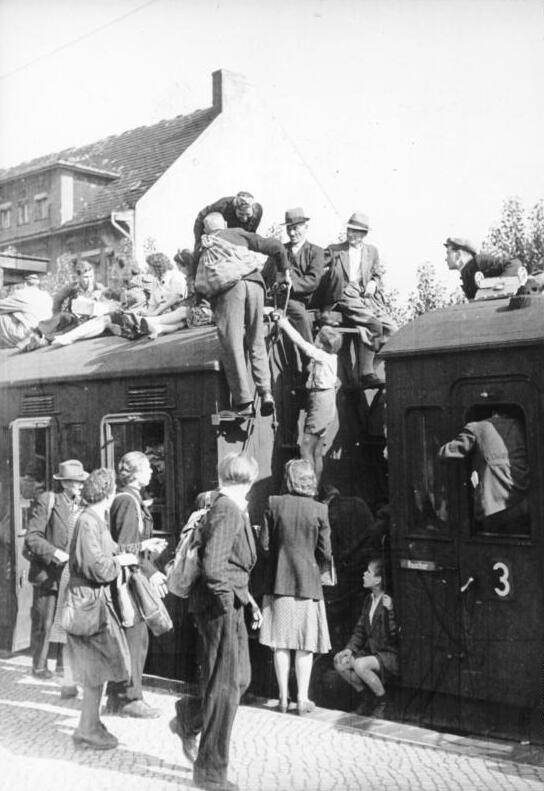
Bahnhof Spandau West, 1947

Die in den 1930er und 1940er Jahren vorgesehenen Erweiterungsmaßnahmen wurden nur geringfügig umgesetzt. Ab 1951 fuhren die ersten S-Bahn-Züge über Spandau West hinaus nach Falkensee beziehungsweise entlang der Lehrter Bahn nach Staaken. In der Gegenrichtung konnte mit der S-Bahn auch nach Jungfernheide und zur Ringbahn gelangt werden. Gleichzeitig wurde 1951 der Lehrter Bahnhof in Berlin geschlossen. Die Deutsche Reichsbahn zog die Dampfvorortzüge im Umland endgültig an die S-Bahn-Endpunkte zurück, in Spandau West hielten nur noch S-Bahn-Züge.
Der Mauerbau am 13. August 1961 betraf indirekt den Bahnhof. Die S-Bahn-Züge nach Falkensee endeten bereits in Spandau West. Der S-Bahn-Verkehr nach Staaken war einige Monate unterbrochen. Stärker betroffen war die Strecke und somit auch der Bahnhof vom späteren Berliner S-Bahn-Boykott. Nicht mehr benötigte Anlagen waren dem Zahn der Zeit ausgesetzt, Sanierungsmaßnahmen wurden seltener ausgeführt, der Verkehr auf den Strecken wurde zunehmend ausgedünnt. Ihren Tiefpunkt erreichte die S-Bahn mit dem Reichsbahnerstreik ab 17. September 1980. Die Deutsche Reichsbahn ging auf die Forderungen der Eisenbahner nicht ein und legte den größten Teil des S-Bahn-Verkehrs im Westteil der Stadt nieder. Für die Spandauer Strecken und damit den Bahnhof Spandau West bedeutete der 25. September 1980 das Ende. An der verwaisten Station fuhren nur noch Güterzüge und Reisezüge von und nach Hamburg auf den Ferngleisen vorbei.

### Bahnhof Berlin-Spandau

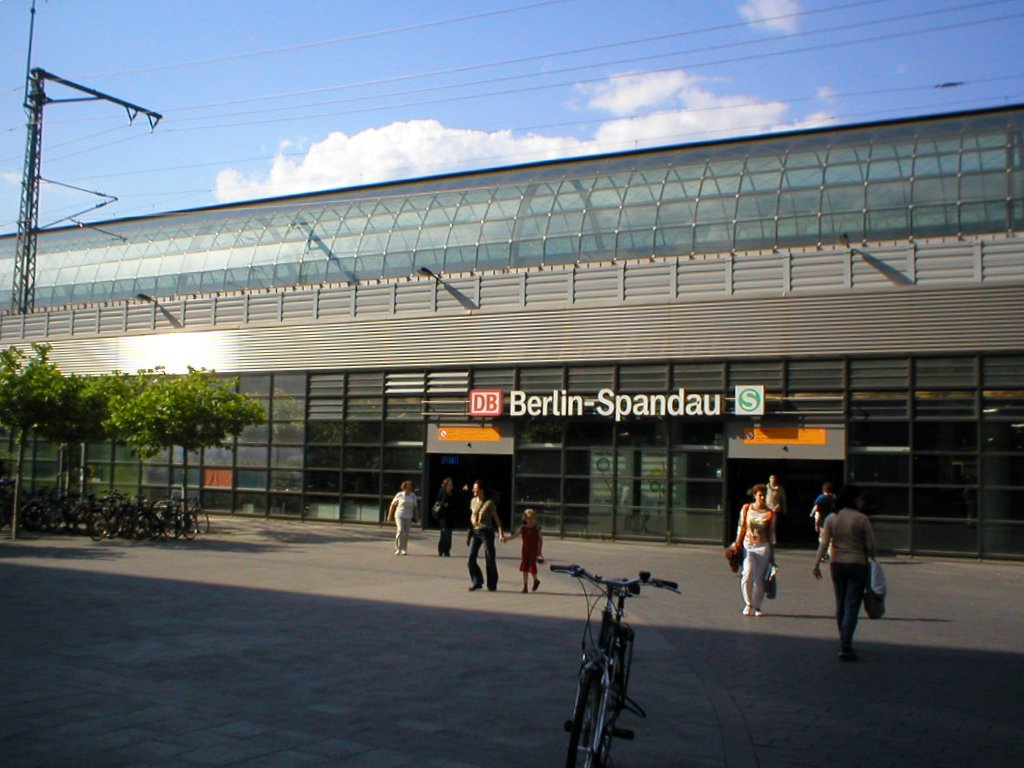
Zugang zum Bahnhof von der Südseite (Einkaufszentrum)

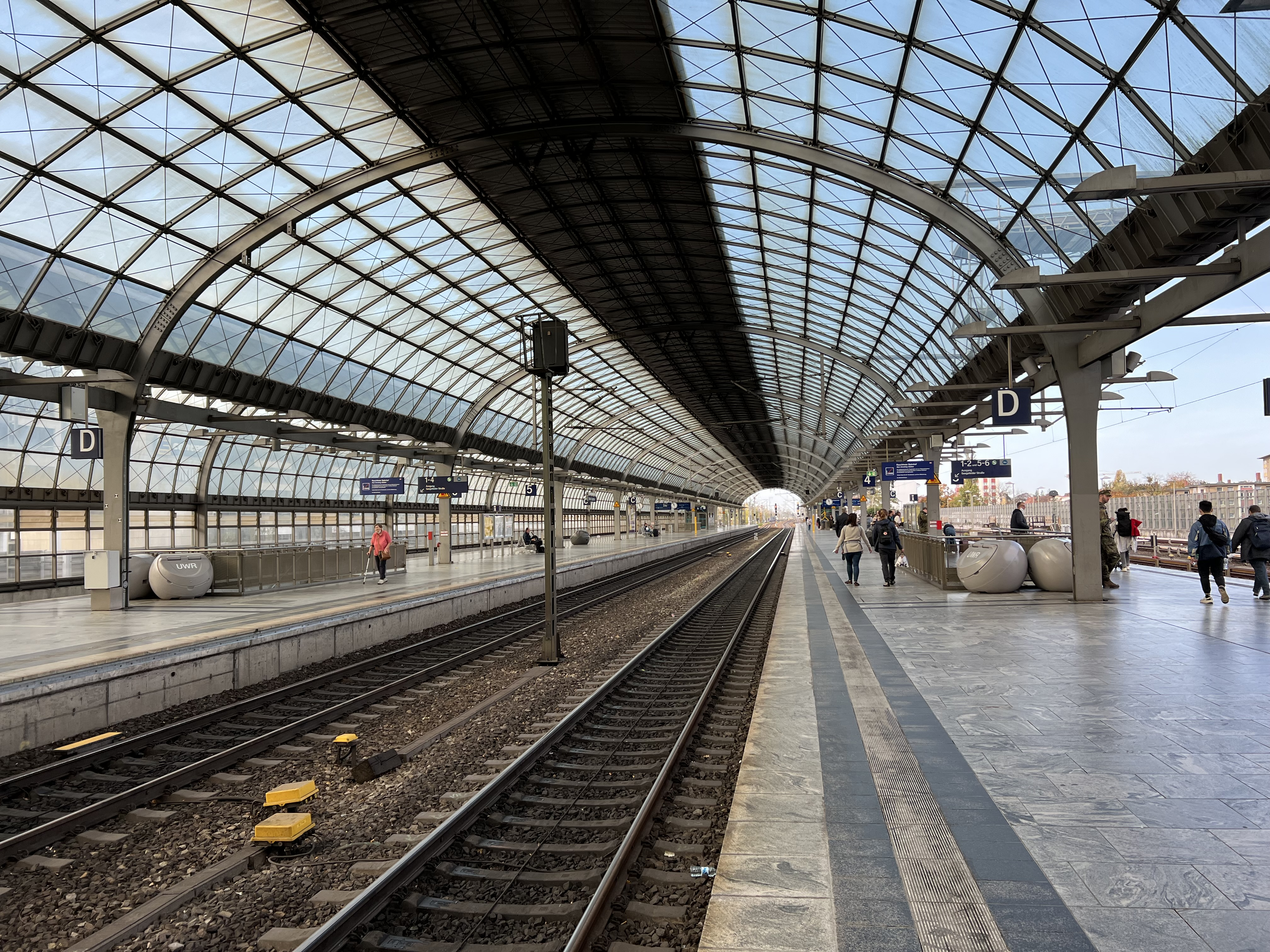
Bahnhofshalle

Die Übernahme der S-Bahn durch die BVG am 9. Januar 1984 sollte eine Wiederinbetriebnahme der Strecke über einen neuen S-Bahnhof Rathaus Spandau (statt Spandau West) bis nach Staaken mit sich bringen. Als am 1. Oktober 1984 die U-Bahn-Linie U7 nach Rathaus Spandau (nordöstlich des Bahnhofs Spandau West gelegen) in Betrieb ging, wurden die S-Bahn-Pläne auf unbestimmte Zeit verschoben.
Im gleichen Jahrzehnt entstanden erste Pläne für die ICE-Verbindung Hannover–Berlin, zunächst als Transitstrecke gedacht. Die Verhandlungen mit der DDR begannen im Herbst 1988. Der Mauerfall und schließlich der Wegfall des Verhandlungspartners, mit dem noch im Juni 1990 eine Vereinbarung über die Trasse erzielt werden konnte, gab der weiteren Planung Schwung.
Die bereits beim Umbau der Spandauer Bahnanlagen um 1910 erwogene Verlegung des Fernbahnhofs von jenseits der Havel (alter Spandauer Hauptbahnhof) unmittelbar zur Altstadt und zum Rathaus sollte jetzt – wo ohnehin der Ersatz der verschlissenen Anlagen erforderlich war – verwirklicht werden. Zudem sah das Betriebskonzept für die S-Bahn die Wiederaufnahme des Verkehrs über die Spandauer Vorortbahn mit Option der Verlängerung in das Umland vor.
Aus dem beschränkten städtebaulichen Wettbewerb für den neuen Fern- und S-Bahnhof ging 1993 der Entwurf des spanischen Architekten Santiago Calatrava als Gewinner hervor. Calatrava sah den Überbau der Bahnsteige durch Bürogebäude – ähnlich wie später am neuen Berliner Hauptbahnhof – vor. Diese Bauplanung führte zu Schwierigkeiten bei der Finanzierung und zu langen Diskussionen. Schließlich wählte man den drittplatzierten Entwurf des deutschen Architekturbüros Gerkan, Marg und Partner, der nach einer Überarbeitung des ursprünglich nach beiden Seiten offenen Dachentwurfs zwischen 1996 und 1998 entstand. Einwendungen der Fahrgastverbände im Planfeststellungsverfahren erreichten eine bessere Gestaltung der Zugangsanlagen zum S-Bahnsteig. Am 19. Mai 1997 wurde ein erster Bahnsteig des neuen Bahnhofs Berlin-Spandau dem Verkehr übergeben, zunächst hielten nur Fern- und Regionalzüge. Die S-Bahn-Züge fuhren am 30. Dezember 1998 in die fertiggestellte Bahnhofshalle.
Zur Inbetriebnahme des neugeordneten Berliner Bahnknotens am 28. Mai 2006, wurde die Zahl der täglichen Regionalzughalte von 250 auf 212 reduziert, die Zahl der Fernzughalte von 66 auf 100 erhöht.
Kritiker bemängeln eine unzureichende Auslegung des Bahnhofs. Der Bahnhof gilt als „überlasteter Schienenweg“. Zwischen 5 und 20 Uhr dürfen Züge des Personenverkehrs maximal sechs Minuten am Bahnsteig halten. Kopfmachen ist nur zugelassen, wenn der planmäßige Aufenthalt am Bahnsteig nicht länger als sechs Minuten dauert oder der Kapazitätsverbrauch geringer als bei Abstellfahrten ist. Im dritten Gutachterentwurf des Deutschlandtakts ist ein weiterer Ausbau des Bahnhofs unterstellt. Dafür sind, zum Preisstand von 2015, Investitionen von 153 Millionen Euro vorgesehen. Der Planungsauftrag für den Ausbau des Streckenabschnitts Spandau–Nauen (einschließlich des Bahnhofs Spandau) wurde, im Rahmen des Investitionsprogramms i2030, Mitte 2021 erteilt.

## U-Bahnhof

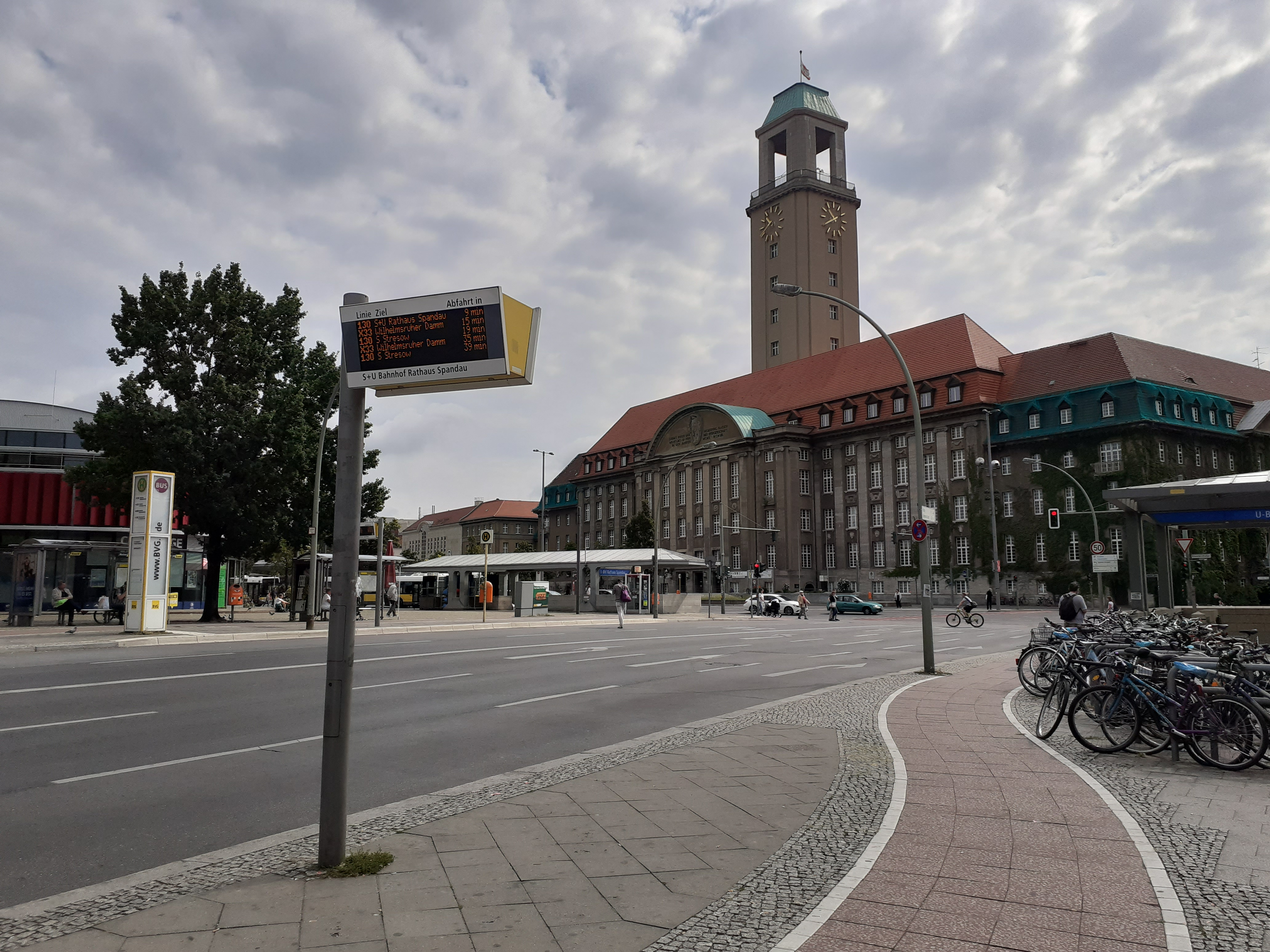
Omnibushaltestelle
S+U Bf Rathaus Spandau

Der U-Bahnhof Rathaus Spandau ist der westliche Endbahnhof der Linie U7 der Berliner U-Bahn. Er wurde am 1. Oktober 1984 eröffnet, nachdem er in Deckelbauweise erstellt worden war, um den Oberflächenverkehr möglichst wenig zu stören. Mit seinen zwei Mittelbahnsteigen besitzt der von Rainer G. Rümmler entworfene Bahnhof beinahe monumentale Dimensionen. An seinem südlichen Ende werden die Bahnsteige von einer Galerie überspannt, über die die Fahrgäste an die Oberfläche gelangen und von denen der gesamte Bahnhof überblickt werden kann. Der U-Bahnhof beinhaltet ebenfalls das Stellwerk für die Strecke bis zur Paulsternstraße. Im März 2017 wurde bekanntgegeben, den U-Bahnhof – zusammen mit sechs weiteren der nördlichen Linie U7 – unter Denkmalschutz zu stellen.
Die U-Bahn-Linie U7 hält an den im Großprofil ausgeführten Mittelgleisen, die im Kleinprofil ausgeführten Tröge der Außengleise sind gegenwärtig leer und für die Aufnahme einer geplanten Verlängerung der U-Bahn-Linie U2 vorgesehen, die derzeit nur bis zum U-Bahnhof Ruhleben führt. Einmalig für die Berliner U-Bahn sollten Züge dieser Linie später im Linksverkehr an den Bahnsteigen halten, um die Umsteigebeziehungen für die geplanten Verlängerungen der U7 bis nach Staaken und der U2 ins Falkenhagener Feld zu verbessern. Eine Ausführung dieser Verlängerungen ist noch nicht abzusehen.
Obwohl der Bahnhof in unmittelbarer Nähe zum S-Bahnhof Spandau liegt, behielt er seinen Namen bei. So kommt es, dass Omnibuslinien der BVG stets mit der Bezeichnung S+U Rathaus Spandau ausgewiesen werden, der S-Bahnhof dagegen nur mit S Spandau.

## Verkehrsangebote

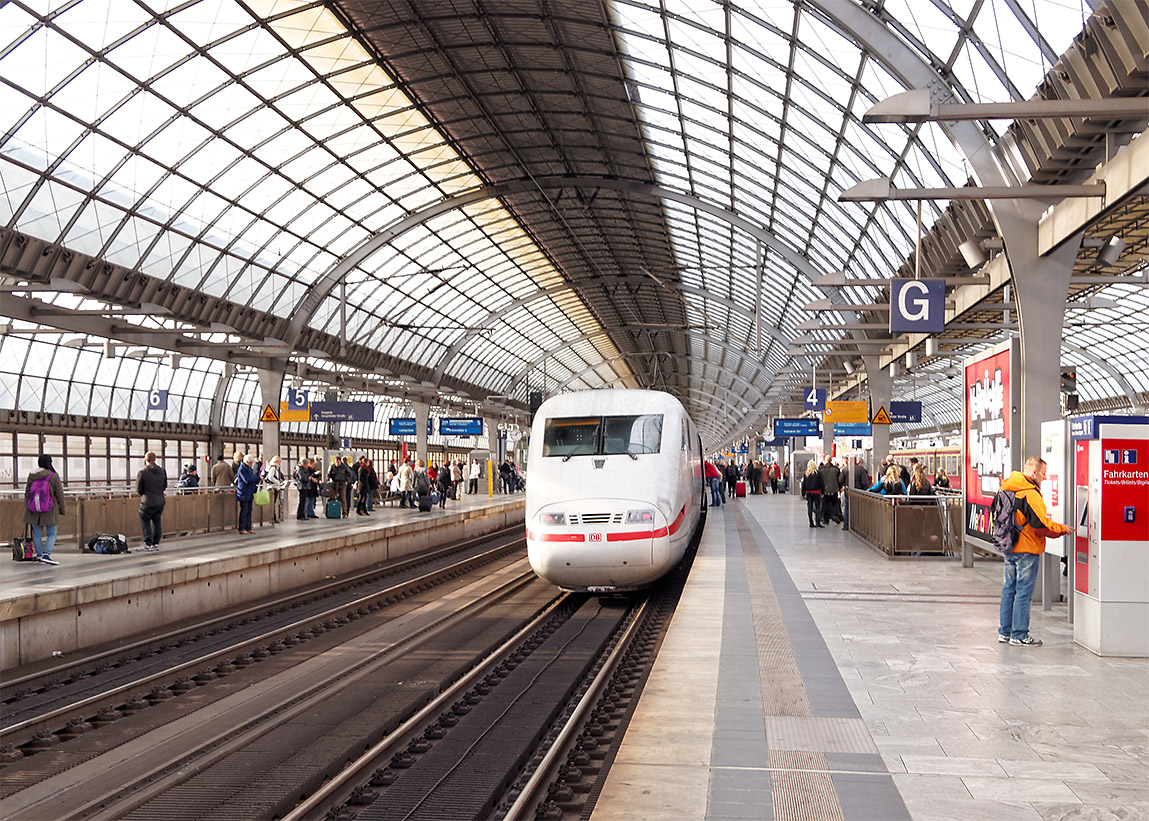
ICE 1 bei einem Halt im Bahnhof Spandau

Der Bahnhof wird durch mehrere ICE-, IC- und Regionallinien der Deutschen Bahn sowie von den Linien S3 und S9 der Berliner S-Bahn bedient. Ferner halten am nahegelegenen U-Bahnhof Rathaus Spandau die U7 sowie zahlreiche Buslinien der BVG (darunter M32, M36, M37 und M45) und regionaler Busunternehmen aus dem brandenburgischen Umland.
Im Frühjahr 2006 wurden die Planungen für eine eingleisige Verlängerung der S-Bahn-Trasse nach Falkensee endgültig beschlossen. Die nach den Abgeordnetenhauswahlen 2011 gebildete Große Koalition aus SPD und CDU legte im Koalitionsvertrag fest, dass die [veraltet] Planungen zur Verlängerung der S-Bahn-Strecke „ab Bahnhof Spandau nach Westen bis nach Falkensee“ vorangetrieben werden sollen. Der Baubeginn hängt allerdings von den Finanzierungsmöglichkeiten ab.
Seit Dezember 2015 halten alle den Bahnhof passierenden ICE – auch drei bis dahin täglich nach Hamburg durchfahrende Züge – am Bahnhof Spandau.

### Regional- und Schnellbahnverkehr
| Linie               | Linienverlauf | Takt (min)                                          | EVU              |
| ------------------- | --- | --------------------------------------------------- | ---------------- |
| RE 2                | Nauen – Berlin-Spandau – Bahnhof Berlin-Charlottenburg – Berliner Stadtbahn – Berlin Ostkreuz – Königs Wusterhausen – Lübbenau (Spreewald) – Cottbus Hbf | 60                                                  | DB Regio Nordost |
| RE 4                | Stendal Hbf – Rathenow – Wustermark – Falkensee – Berlin-Spandau – Berlin Gesundbrunnen – Berlin Hbf – Berlin Potsdamer Platz – Berlin Südkreuz – Lichterfelde Ost – Ludwigsfelde – Luckenwalde – Jüterbog – Falkenberg (Elster) | 60 (120 Stendal – Rathenow / Jüterbog – Falkenberg) | DB Regio Nordost |
| RE 6                | Berlin-Charlottenburg – Berlin-Spandau – Hennigsdorf (b Berlin) – Neuruppin – Wittstock (Dosse) – Pritzwalk – Wittenberge | 60                                                  | DB Regio Nordost |
| RE 8                | Wismar – Bad Kleinen – Schwerin Hbf – Ludwigslust – Wittenberge – Neustadt (Dosse) – Nauen – Berlin-Spandau – Berlin-Charlottenburg – Berliner Stadtbahn – Berlin Ostkreuz – Flughafen BER | 60 (120 Wismar–Wittenberge)                         | ODEG             |
| RB 10 / RB 14       | Nauen – Falkensee – Berlin-Spandau – Berlin Jungfernheide – Berlin Hbf – Berlin Potsdamer Platz – Berlin Südkreuz | jeweils 60                                          | DB Regio Nordost |
| RB 21               | Berlin Gesundbrunnen – Berlin Jungfernheide – Berlin-Spandau – Dallgow-Döberitz – Wustermark – Golm – Potsdam Hbf | 60                                                  | DB Regio Nordost |
|                     | Spandau – Stresow – Pichelsberg – Olympiastadion – Heerstraße – Messe Süd – Westkreuz – Charlottenburg – Savignyplatz – Zoologischer Garten – Tiergarten – Bellevue – Hauptbahnhof – Friedrichstraße – Hackescher Markt – Alexanderplatz – Jannowitzbrücke – Ostbahnhof – Warschauer Straße – Ostkreuz – Rummelsburg – Betriebsbahnhof Rummelsburg – Karlshorst – Wuhlheide – Köpenick – Hirschgarten – Friedrichshagen – Rahnsdorf – Wilhelmshagen – Erkner | 20                                                  | S-Bahn Berlin    |
|                     | Spandau – Stresow – Pichelsberg – Olympiastadion – Heerstraße – Messe Süd – Westkreuz – Charlottenburg – Savignyplatz – Zoologischer Garten – Tiergarten – Bellevue – Hauptbahnhof – Friedrichstraße – Hackescher Markt – Alexanderplatz – Jannowitzbrücke – Ostbahnhof – Warschauer Straße – Treptower Park – Plänterwald – Baumschulenweg – Schöneweide – Johannisthal – Adlershof – Altglienicke – Grünbergallee – Schönefeld (bei Berlin) – Waßmannsdorf – Flughafen BER | 20                                                  | S-Bahn Berlin    |
|                     | Rathaus Spandau – Altstadt Spandau – Zitadelle – Haselhorst – Paulsternstraße – Rohrdamm – Siemensdamm – Halemweg – Jakob-Kaiser-Platz – Jungfernheide – Mierendorffplatz – Richard-Wagner-Platz – Bismarckstraße – Wilmersdorfer Straße – Adenauerplatz – Konstanzer Straße – Fehrbelliner Platz – Blissestraße – Berliner Straße – Bayerischer Platz – Eisenacher Straße – Kleistpark – Yorckstraße – Möckernbrücke – Mehringdamm – Gneisenaustraße – Südstern – Hermannplatz – Rathaus Neukölln – Karl-Marx-Straße – Neukölln – Grenzallee – Blaschkoallee – Parchimer Allee – Britz-Süd – Johannisthaler Chaussee – Lipschitzallee – Wutzkyallee – Zwickauer Damm – Rudow | 4–5 (HVZ)                                           | BVG              |
| Stand: 9. Juni 2024 | |                                                     |                  |

### Fernverkehr
| Linie                    | Linienverlauf | Takt (min)            | EVU                          |
| ------------------------ | --- | --------------------- | ---------------------------- |
| ICE 10                   | Berlin Ostbahnhof – Berlin Hbf – Berlin-Spandau – Wolfsburg – Hannover – Minden – Bielefeld – Hamm – (Flügelung) Zugteil 1: Dortmund – Bochum – Essen – Duisburg – Düsseldorf Flughafen – Düsseldorf (– Köln Messe/Deutz – Köln/Bonn Flughafen) Zugteil 2 (alle zwei Stunden): Hagen – Wuppertal – Köln (– Bonn – Andernach – Koblenz) Stand: Fahrplanwechsel Dezember 2023 | 60 min                | DB Fernverkehr               |
| ICE 11                   | Hamburg-Altona – Berlin-Spandau – Berlin Hbf – Leipzig Hbf – Erfurt Hbf – Frankfurt (Main) Hbf – Mannheim Hbf – Stuttgart Hbf – München Hbf | einzelne Züge         | DB Fernverkehr               |
| ICE 12                   | Berlin Hbf – Berlin-Spandau – Braunschweig Hbf – Kassel-Wilhelmshöhe – Frankfurt (Main) Hbf – Mannheim Hbf – Freiburg (Breisgau) Hbf – Basel SBB – Interlaken Ost | 120                   | DB Fernverkehr               |
| ICE 13                   | Berlin Ostbahnhof – Berlin-Spandau – Braunschweig Hbf – Kassel-Wilhelmshöhe – Frankfurt Süd – Frankfurt Flughafen | 120                   | DB Fernverkehr               |
| ICE 18                   | Hamburg-Altona – Hamburg Hbf – Berlin-Spandau – Berlin Hbf – Halle (Saale) – Erfurt – Nürnberg Hbf – Ingolstadt Hbf / Augsburg Hbf – München Hbf | 120                   | DB Fernverkehr               |
| ICE 19                   | Berlin Hbf – Berlin-Spandau – Hannover Hbf – Bielefeld Hbf – Hagen Hbf – Wuppertal Hbf – Köln Hbf (– Bonn Hbf) | 120                   | DB Fernverkehr               |
| ICE 28                   | Hamburg Hbf – Berlin-Spandau – Berlin Hbf – Leipzig Hbf – Erfurt Hbf – Nürnberg Hbf – München Hbf | 120                   | DB Fernverkehr               |
| IC 32                    | Berlin Südkreuz – Berlin Hbf – Berlin Gesundbrunnen – Berlin-Spandau – Hannover Hbf – Dortmund Hbf – Duisburg Hbf – Köln Hbf – Koblenz Hbf – Mannheim Hbf – Stuttgart Hbf (– Lindau-Insel – Innsbruck Hbf) | einzelne Züge (Sa/So) | DB Fernverkehr               |
| IC 32                    | „UrlaubsExpress Mecklenburg-Vorpommern“: Ostseebad Binz – Stralsund Hbf – (Seebad Heringsdorf – Zinnowitz –) Züssow – Prenzlau – Berlin Gesundbrunnen – Berlin-Spandau – Hannover Hbf – Dortmund Hbf – Duisburg Hbf – Köln Hbf | einzelne Züge (Sa/So) | DB Fernverkehr               |
| IC 77                    | Berlin Hbf – Berlin-Spandau – Wolfsburg Hbf – Hannover Hbf – Osnabrück Hbf (– Münster (Westf) Hbf) – Bad Bentheim – Hengelo – Almelo – Deventer – Apeldoorn – Amersfoort Centraal – Hilversum – Amsterdam Centraal | 120                   | DB Fernverkehr               |
| IC 27                    | (Hamburg Hbf – Berlin-Spandau –) Berlin Hbf – Dresden Hbf – Praha-Holešovice – Brno hl. n. (– Budapest Keleti / – Wien Südbf) | einzelne Züge         | DB Fernverkehr / České dráhy |
| FLX 30                   | Berlin Südkreuz – Berlin Hbf – Berlin-Spandau – Wolfsburg Hbf – Hannover Hbf – Bielefeld Hbf – Dortmund Hbf – Essen Hbf – Duisburg Hbf – Düsseldorf Hbf – Köln Hbf | 1 Zugpaar pro Tag     | Flixtrain                    |
| Stand: 10. Dezember 2023 | |                       |                              |